# Lagwagon
Lagwagon es un grupo musical de punk rock estadounidense fundado en 1990 en Goleta, Santa Bárbara, California. Los Miembros actuales del grupo son: Joey Cape (voz), Chris Flippin (guitarra), Chris Rest (guitarra), Joe Raposo (bajo) y Dave Raun (Batería). Cuentan con 10 lanzamientos a través del sello discográfico Fat Wreck Chords: siete álbumes de estudio, un álbum en vivo, cuatro EP, y una colección de caras B, rarezas y demos.

## Historia
La banda comenzó llamándose originalmente Section 8, pero continuaron buscando y finalmente se quedaron con Lagwagon.
En enero de 1992 graban su primer disco, Duh, con la discográfica recién creada Fat Wreck Chords, propiedad de Fat Mike. Este disco, curiosamente, fue el primero tanto para Lagwagon como para Fat Wreck (el primer material del sello fue un 7" de NOFX). Después de lanzar Duh, la banda adquiere una vieja furgoneta a la que bautizan con el nombre de Lagwagon.
Dos años más tarde, en 1994, el grupo graba Trashed, disco con el que la banda lanza su primer sencillo y videoclip, "Island of Shame". Cape y los suyos no se mostraron muy conformes cuando se les propuso hacer un vídeo por el alto coste y porque no querían salir en MTV. Sin embargo, un amigo les propuso que él correría con los gastos.
En 1995 la banda lanza Hoss, su disco más exitoso hasta la fecha y uno de los más importantes del punk rock de la década de los 90. "Razor Burn" es uno de los éxitos del álbum y el segundo videoclip de la banda. En 1997 Derrick Plourde y Shawn Dewey dejan la banda y son sustituidos, respectivamente, por Dave Raun (ex batería de Rich Kids on LSD) y Ken Stringfellow (ex bajista de The Posies, entre otros). En este mismo año la banda con sus nuevos componentes lanza Double Plaidinum.
Los años 1997 y 1998 fueron años de intensas giras por Estados Unidos y Europa para Lagwagon. En España, por ejemplo, participaron en dos de los festivales más importantes del país, como el Festimad y Doctor Music Festival junto a grupos como The Offspring, NOFX, Pennywise y Millencolin. También participaron en el prestigioso Warped Tour junto a MxPx, Unwritten Law, Bad Religion, No Use for a Name y blink-182, pasando por España de nuevo. En noviembre de 1998 la banda lanza Let’s Talk About Feelings, donde aparece uno de los himnos de la banda, "May 16th".
Las alarmas sobre ruptura saltaron en 1999 cuando la banda se toma un respiro que duraría un año, hasta 2000. Entremedias tan solo publicaron Let's Talk about Leftovers, una recopilación de caras b, rarezas y canciones inéditas en otros discos, lo que hacía más patente aún los síntomas de un posible desencuentro. Sin embargo, la banda se reunió en 2002, dando como resultado el disco Blaze, el cual salió al mercado al año siguiente.
En 2004, Cape grabó junto al cantante de No Use for a Name Tony Sly un split acústico donde versionan temas de ambas bandas. Ese mismo año, Lagwagon participó en el concierto de Alemania, Rock am Ring donde tocaron una serie de sus más famosas canciones.
El álbum Resolve, fue lanzado el 1 de noviembre de 2005 como homenaje a Derrick Plourde, el baterista original de Lagwagon y, posteriormente, de Bad Astronaut, fallecido ocho meses antes. Con este disco graban un vídeo para la canción "Heartbreaking Music".
En 2008 sacan el EP I Think My Older Brother Used to Listen to Lagwagon. Tras tres años de silencio y varias giras, entre ellas dos por Europa, Lagwagon sacan el 19 de agosto de 2008 este EP con 7 canciones, cuyo título ironiza una vez más con la edad del grupo, uno de los más veteranos de la escena punk/hardcore melódico.
En enero de 2010 Joey Cape afirma en una entrevista que Jesse Buglione abandona la banda por motivos familiares. Asimismo desmiente los rumores sobre una posible disolución de la banda, aunque reconoce que ésta se encuentra parada y que no hay planes de sacar nuevo material, dejando abierta la posibilidad de juntarse todos de forma esporádica para grabar nuevas canciones. Un poco más tarde es el propio Jesse quien confirma su marcha de la banda. Posteriormente, Joey anuncia al actual bajista de RKL Joe Raposo como nuevo miembro.
También se confirma que la banda planea realizar una gira por Europa con No Use for a Name en verano de 2010.
Tras casi nueve años sin publicar nuevo material, el grupo lanza el 28 de octubre de 2014 su octavo álbum de estudio titulado Hang.

## Miembros
| Miembros actuales - Joey Cape - Voz (1990–presente) - Chris Flippin - Guitarra (1990–presente) - Chris Rest - Guitarra (1997–presente) - Joe Raposo - Bajo (2010–presente) - Dave Raun - Batería (1996–presente) | Miembros anteriores - Shawn Dewey - Guitarra (1990–1996) - Ken Stringfellow - Guitarra (1996–1997) - Jesse Buglione - Bajo (1990–2010) - Derrick Plourde - Batería (1990–1996) † 2005 | Miembros en Tours - Lindsay McDougall, guitarra (noviembre de 2008) - Scott Shiflett, guitarra (septiembre de 2008) - Chris Shiflett, guitarra (verano 1996) |

Línea de tiempo

## Discografía

### Álbumes de estudio
| Año  | Título                    | Discográfica     |
| ---- | ------------------------- | ---------------- |
| 1992 | Duh                       | Fat Wreck Chords |
| 1994 | Trashed                   | Fat Wreck Chords |
| 1995 | Hoss                      | Fat Wreck Chords |
| 1997 | Double Plaidinum          | Fat Wreck Chords |
| 1998 | Let's Talk About Feelings | Fat Wreck Chords |
| 2003 | Blaze                     | Fat Wreck Chords |
| 2005 | Resolve                   | Fat Wreck Chords |
| 2014 | Hang                      | Fat Wreck Chords |
| 2019 | Railer                    | Fat Wreck Chords |

### EP
| Año  | Título                                              | Discográfica     |
| ---- | --------------------------------------------------- | ---------------- |
| 1992 | Tragic Vision / Angry Days                          | Fat Wreck Chords |
| 1994 | Brown Eyed Girl                                     | Hard Records     |
| 2000 | A Feedbag of Truckstop Poetry                       | Fat Wreck Chords |
| 2008 | I Think My Older Brother Used to Listen to Lagwagon | Fat Wreck Chords |

### Otros Lanzamientos
| Año  | Título                     | Discográfica                  |
| ---- | -------------------------- | ----------------------------- |
| 2000 | Let's Talk About Leftovers | My Records / Fat Wreck Chords |
| 2005 | Live in a Dive             | Fat Wreck Chords              |

## Sencillos y videos musicales
- Island of shame de Trashed
- Razor Burn de Hoss
- Falling Apart de Blaze
- Heartbreaking music de Resolve